# Jack Maunder
Pour les articles homonymes, voir Maunder.
Pas d'image ? Cliquez ici

a Compétitions nationales et continentales officielles uniquement.

b Matchs officiels uniquement.
Dernière mise à jour le 2 octobre 2023.
Jack Maunder, né le 5 avril 1997 à Exeter (Angleterre), est un joueur international anglais de rugby à XV évoluant au poste de demi de mêlée au SU Agen.
Son frère cadet, Sam Maunder (en), est également un joueur professionnel de rugby à XV.

## Biographie
Le père de Jack Maunder a aussi joué pour le club des Exeter Chiefs, tout comme son frère cadet Sam (en).
Jack Maunder apparaît sur sa première feuille de match avec l'équipe première des Exeter Chiefs en octobre 2016 à l'occasion de la rencontre de Coupe d'Europe contre l'ASM Clermont Auvergne. Il remporte son premier trophée avec le club avec la victoire en Championnat d'Angleterre en 2017. Alors qu'il jouait en National League 1 jusqu'au début de la saison 2016-2017 avec le Plymouth Albion RFC, il se fait remarquer par le sélectionneur national Eddie Jones pour ses performances et devient donc un espoir important du club.
En juin 2017, alors âgé de 20 ans, Jack Maunder entre en fin de match contre l'Argentine, obtenant sa première sélection internationale senior avec l'Angleterre.
Le demi de mêlée prend part à la saison historique des Chiefs en 2019-2020 en remportant successivement la Premiership et la Coupe d'Europe. Cette saison-là, il est également appelé avec le XV de la Rose en préparation du match contre le pays de Galles lors du Tournoi des Six Nations 2020.
À l'été 2023, laissé libre par les Exeter Chiefs à l'issue de son contrat, il signe pour les Melbourne Rebels, province australienne de Super Rugby.
À partir de la saison 2024-2025, il s'engage avec le club français du SU Agen en Pro D2 pour trois saisons.

## Palmarès
- Finaliste de la Coupe anglo-galloise en 2017 avec les Exeter Chiefs.
- Vainqueur du Championnat d'Angleterre en 2017 et 2020 avec les Exeter Chiefs.
- Vainqueur de la Coupe anglo-galloise en 2018 avec les Exeter Chiefs.
- Vainqueur de la Champions Cup en 2020 avec les Exeter Chiefs.